# Xiamen International Women's Open
Het Xiamen International Women's Open (Chinees: 厦门国际女子公开赛) is een jaarlijks golftoernooi voor vrouwen in China, dat deel uitmaakt van de China LPGA Tour en de Ladies European Tour. Het toernooi werd opgericht in 2014 en vindt sindsdien plaats op de Orient Golf & Country Club in Xiamen, Fujian. Op de LET wordt het georganiseerd onder de naam Xiamen Open.
Het toernooi wordt gespeeld in een strokeplay-formule met drie ronden en na de tweede ronde wordt de cut toegepast. 

## Geschiedenis
De eerste editie vond van 21 tot en met 23 november 2014 plaats in de Chinese stad Xiamen, Fujian. De 17-jarige Taiwanese golfamateur Ssu-chia Cheng won het toernooi.

## Winnaressen
| Jaar | Winnares          | Sore | Sore | Info        |
| ---- | ----------------- | ---- | ---- | ----------- |
| 2014 | Ssu-chia Cheng am | 206  | –10  | [ 2 ] [ 3 ] |

| Toernooirecord |  | po = winnares na play-off |  | am = amateur |